# Mikrus MR-300

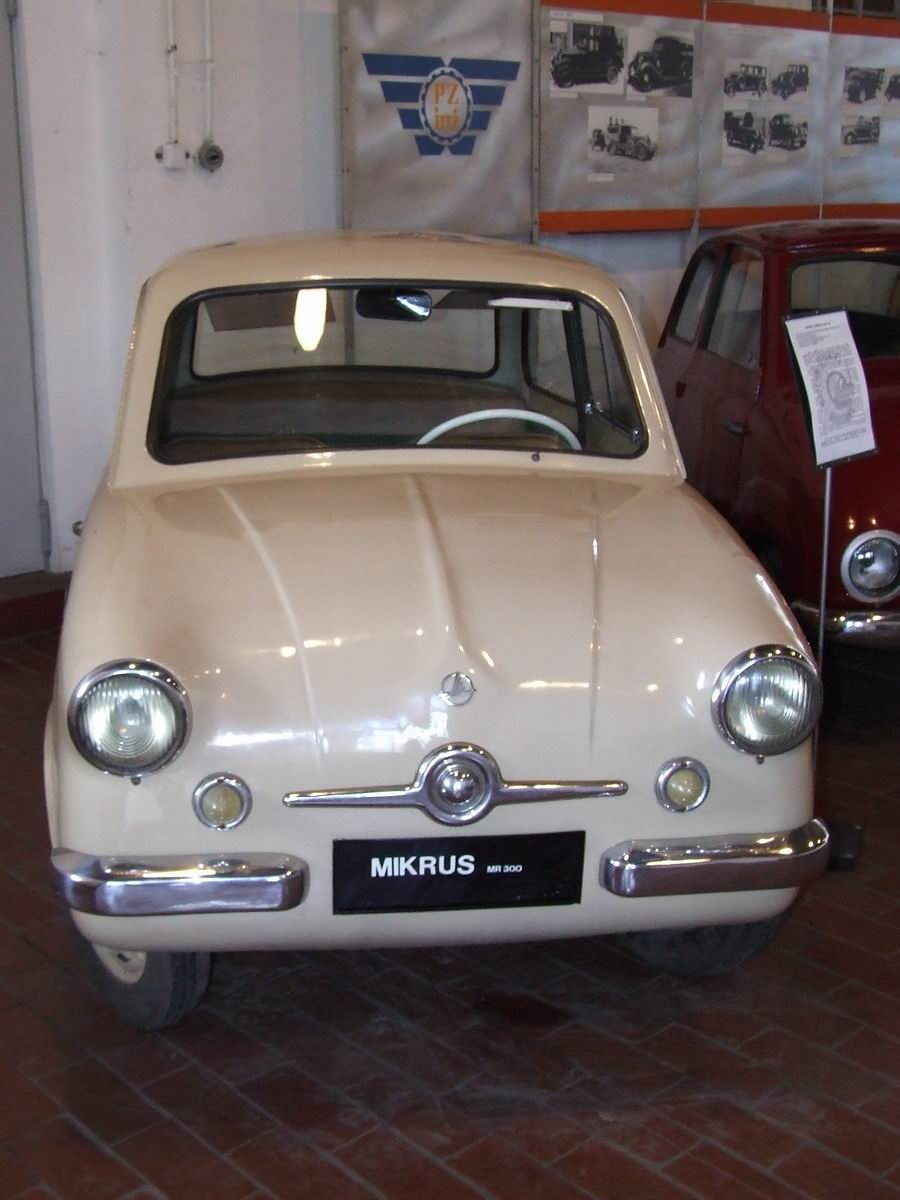
Mikrus im Industrie-Museum

Der Mikrus MR-300 ist ein polnischer Kleinstwagen, dessen Design deutlich vom deutschen Goggomobil beeinflusst wurde. Das Fahrzeug (übersetzt: Knirps) wurde zwischen 1957 und 1960 bei den Rüstungsindustriewerken WSK Mielec / WSK Rzeszów hergestellt. Es wurden insgesamt 1728 Stück gebaut.

## Technische Daten
- Heckmotor:
  - Zweizylinder – Zweitakt – Benzin
  - Hubraum: 296 cm³
  - Verdichtung: 5,6
  - Bohrung × Hub: 58 mm × 56 mm
  - Leistung: 14,5 PS (10,7 kW) bei 5100/min
  - Drehmoment: 19,6 Nm bei 3500/min
- Getriebe
  - Übersetzungsverhältnisse in den Gängen I / II / III / IV / R: 3,96 / 2,21 / 1,32 / 0,93 / 3,34
  - Übersetzungsverhältnis des Differentials: 2,26
- Karosserie: Limousine, 2 Türen, 4 Sitzplätze
  - Länge: 3010 mm
  - Breite: 1300 mm
  - Höhe: 1300 mm
  - Spurweite: 1100 mm
  - Radstand: 1850 mm
  - Kofferraumvolumen: 200 l
  - Tankvolumen: 27,5 l
  - Reifengröße: 4,40 × 10
  - Leergewicht: 472 kg
  - Zuladung: 228 kg
- Fahrleistungen:
  - Höchstgeschwindigkeit: 86 km/h
  - Benzinverbrauch: 5,0 – 5,8 l / 100 km